# Оплакивание Икара
«Оплакивание Икара» (англ. «The Lament for Icarus») — картина Герберта Джеймса Дрейпера, написанная в 1898 году по мотивам древнегреческого мифа об Икаре и Дедале.

## Сюжет
На картине изображён мёртвый Икар в окружении плачущих нимф. Одетые на нём крылья написаны схожими с крыльями Райских птиц.

## История

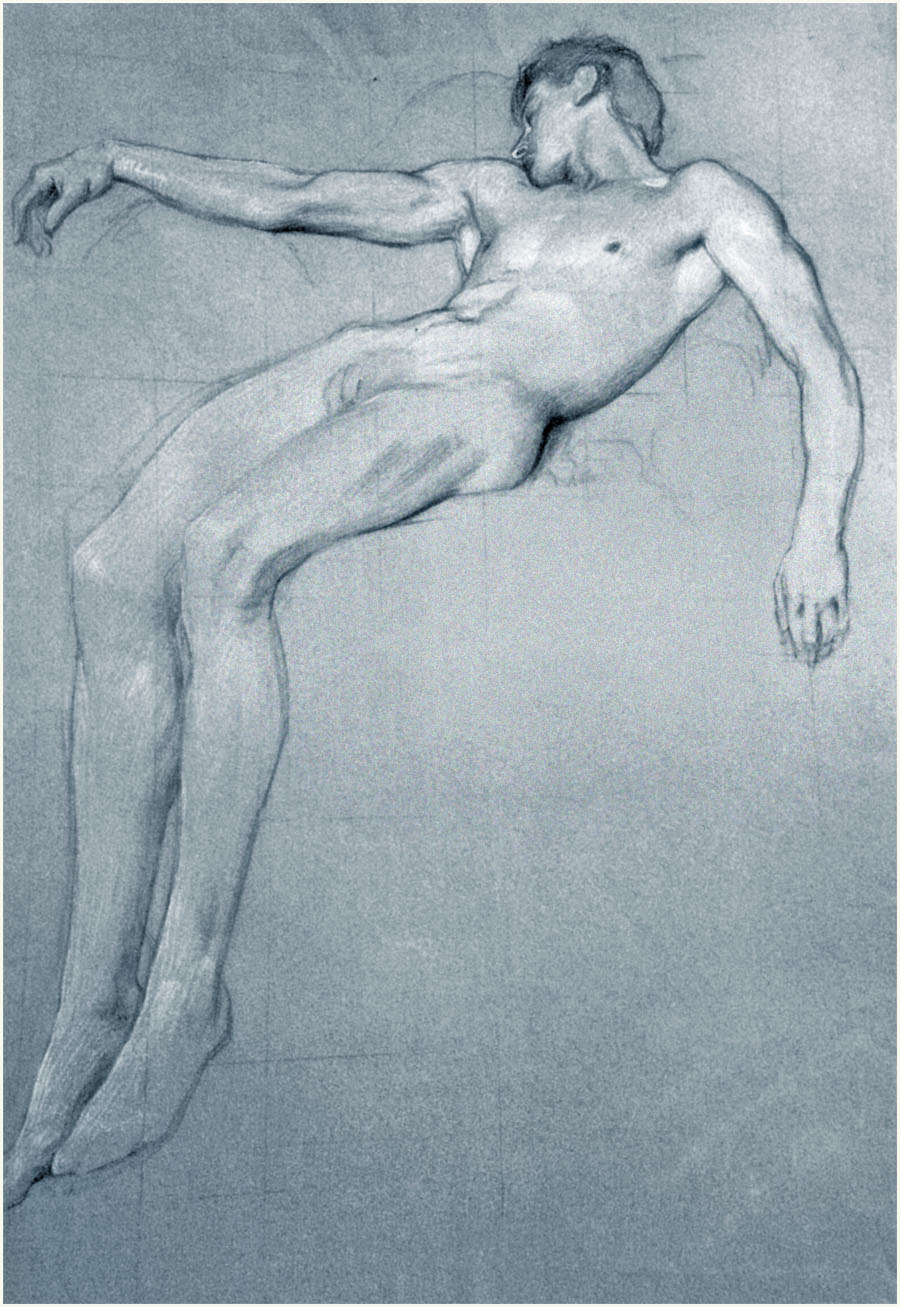
набросок к картине

В 1890-е годы Герберт Джеймс Дрейпер был сосредоточен в основном на сюжетах древнегреческой мифологии. Если Фредерик Лейтон в 1869 году изображает на своей картине «Дедал и Икар» подготовку к полёту, то Дрейпер показывает его трагический финал. Для композиции он использует схожий подход, изображая отдельные фигуры, для написания которых он нанял четырёх молодых профессиональных моделей — Этель Джарден (англ. Ethel Gurden), Этель Варвик (англ. Ethel Warwick), Флоренцию Бёрд (англ. Florence Bird) и Луиджи де Лука (англ. Luigi di Luca).
В 1898 году картина была приобретена с выставки в Королевской академии художеств общественным художественным фондом по завещанию Френсиса Легата Чантри. «Оплакивание Икара» было награждено золотой медалью на Всемирной выставке 1900 года в Париже. В настоящий момент картина находится в собрании галереи Тейт.

## Художественные особенности
Использование мужского тела в качестве средства воплощения субъективных эмоций, как в этой картине, является признаком конца викторианской живописи и скульптуры, а здесь конкретно выражается в тающей позе Икара на руках у нимфы. Дрейпер использовал световые эффекты на воде, не отказываясь от формы, а также в основном теплые тона. Загорелая кожа Икара объясняется его близостью к солнцу до падения. Лучи заходящего солнца на дальних скалах подчёркивают быстротечность времени. Морализирующая, сентиментальная и чувственная картина «Оплакивание Икара» в конечном счёте стала отчётливым образом эпического поражения. Однако, вопреки мифу где воск растаял, а Икар упал, размахивая голыми руками, на картине крылья полностью целые. Образ «крылатого существа», вероятно, используется для создания более символичного, романтичного и элегантного внешнего вида.